# Грб Боцване
Грб Боцване је званични хералдички симбол државе Републике Боцване. Грб је усвојен 25. јануара 1966. године.
Централни штит у грбу придржава се изгледа традиционалних штитова из источне Африке.
На врху штита налазе се три зупчаника, који представљају индустрију. Три плава таласа на средини штита симболизују воду, што се односи и на државно гесло pula, што на домородачком језику значи вода. Реч се може односити и на појам срећа, а то је уједно и име државне валуте. Гесло је исписано на плавој траци испод штита. На дну штита налази се глава бика која симболизује важност узгајања стоке у Боцвани.
Штит придржавају зебре, које су важан део фауне Боцване. Десна зебра осим штита придржава и соргум, важну житарицу у држави. Лева зебра држи кљову од слоноваче, симбол трговине слоновачом у Боцвани.